# Roc de la Vache
Le roc de la Vache est une montagne située en Suisse, dans le val d'Anniviers, qui culmine à 2 581 mètres d'altitude.

## Géographie
Le roc de la Vache se trouve dans le val d'Anniviers et surplombe Zinal. Son plateau sert de belvédère sur l'ensemble de la vallée, sur le glacier de Zinal ainsi que sur certaines montagnes environnantes, tel que le Weisshorn,.

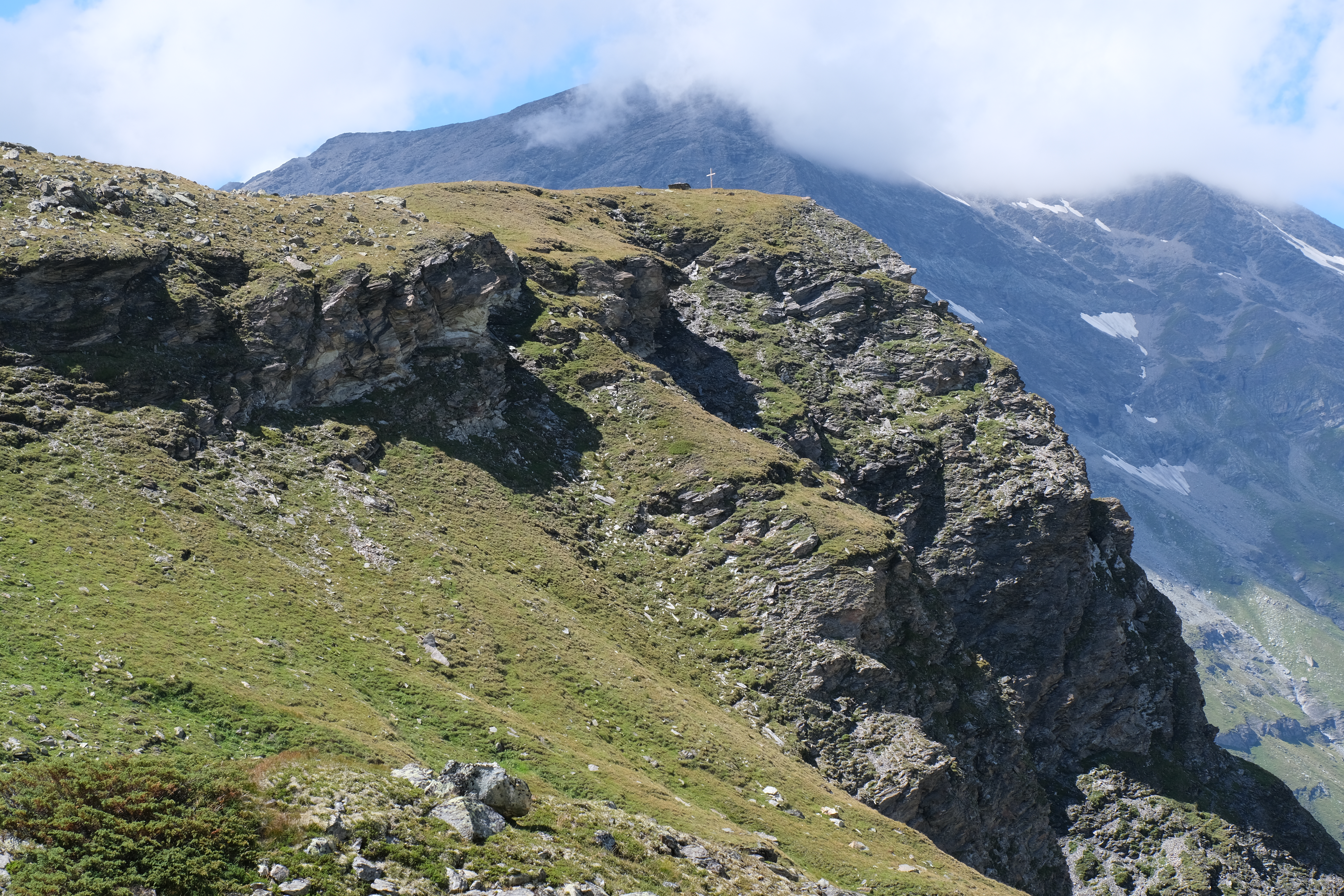
Vue du roc de la Vache depuis l'est.
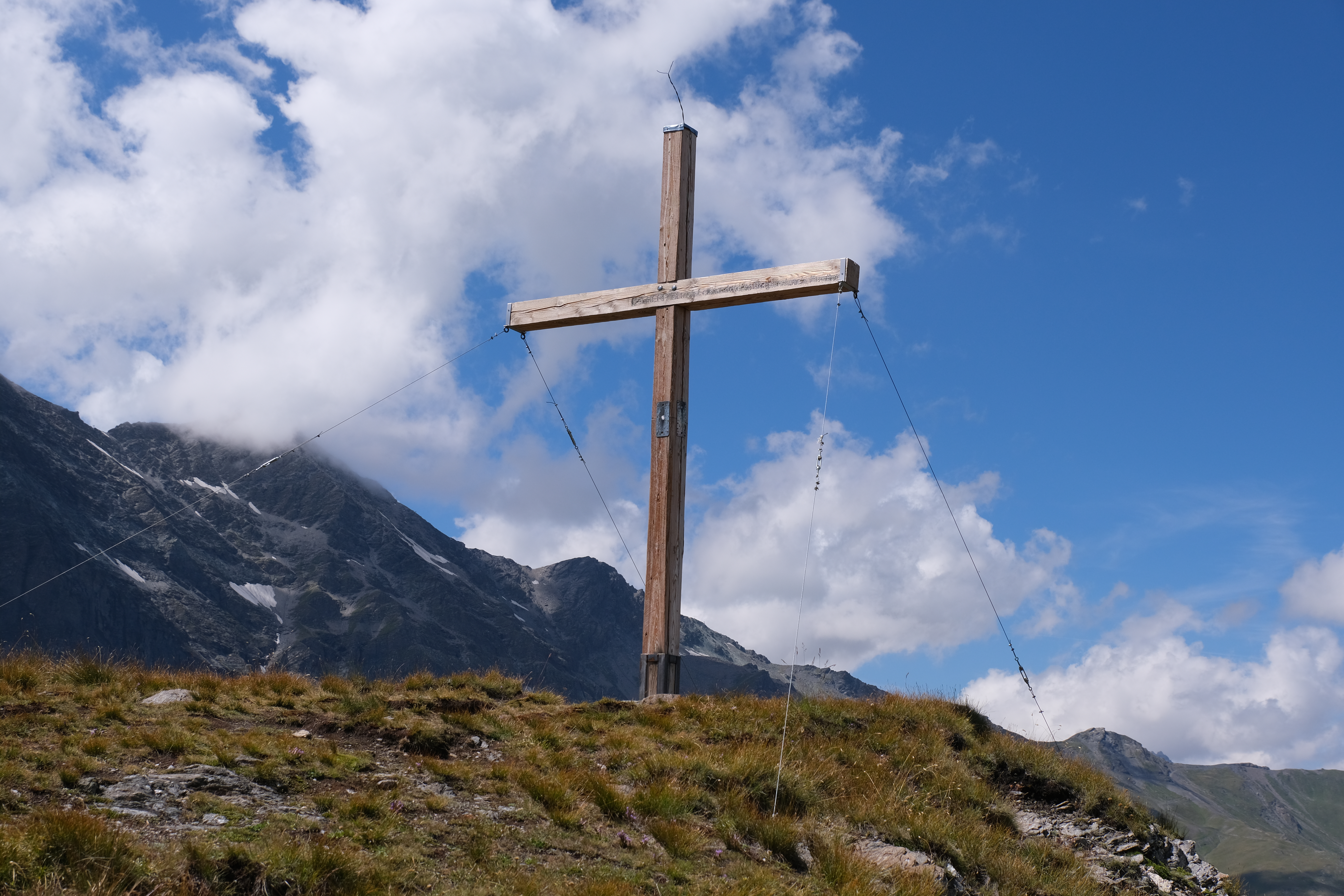
Croix au sommet du roc de la Vache.
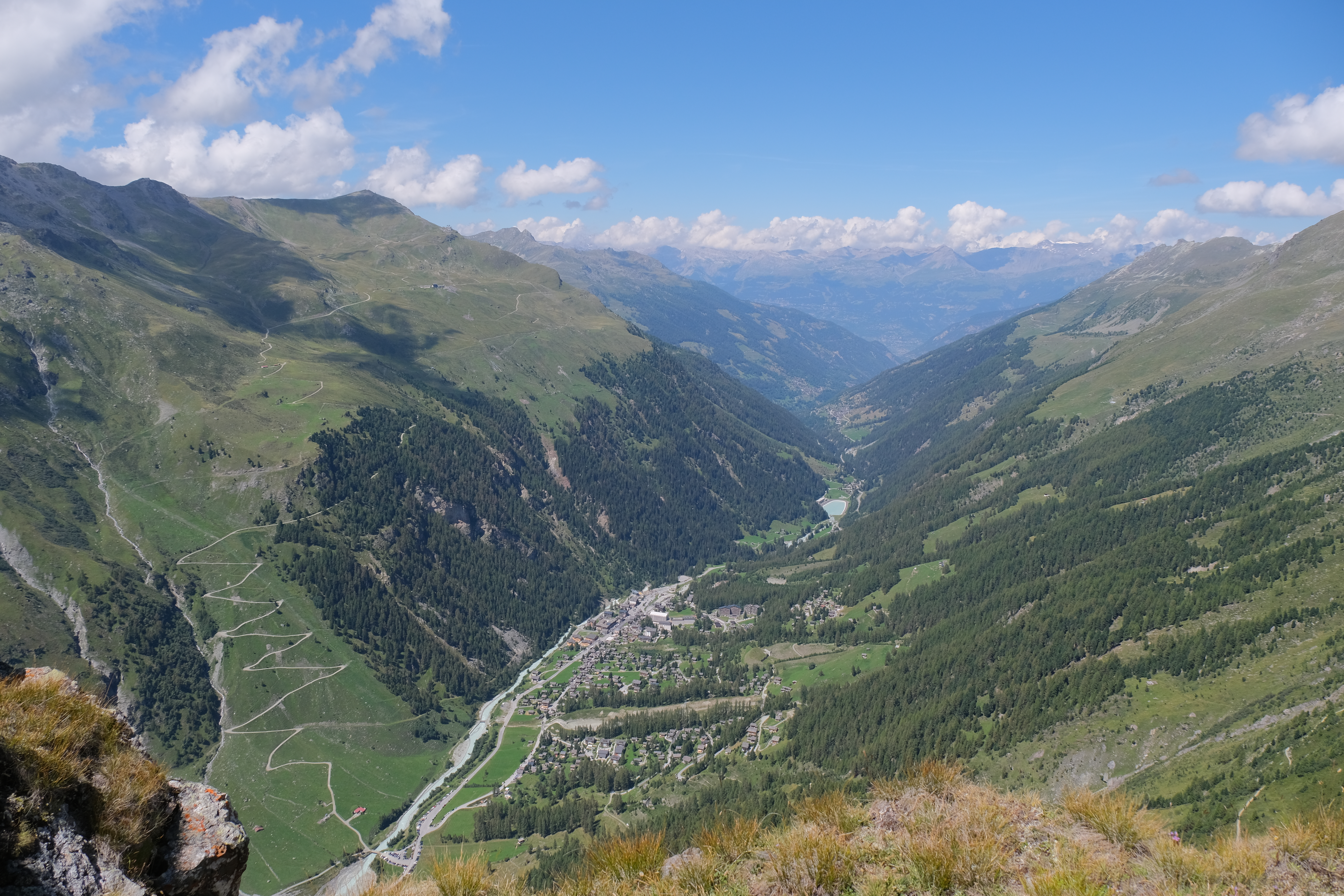
Vue du val d'Anniviers depuis le roc de la Vache.

## Activités
Le roc de la Vache est accessible l'été à pied depuis Zinal, soit en le contournant par le pas du Chasseur soit par le sentier des Arolles,.
Depuis 2019, un des parcours du trail du Besso appelé « tour du Roc » fait le tour du roc de la Vache.